# Maximilià Moris
Maximilià Moris (Moscou, 2 de febrer, 1864 - Berlín, 27 de març, 1946),
Moris va créixer a Moscou, París, Berlín i Sant Petersburg. A més de l'escola secundària, va rebre una formació musical. Després de lliçons dramàtiques amb Karl von Jendersky 1879 a Moscou, va aparèixer per primera vegada en petits papers al teatre local alemany. A París, es va formar com a cantant. Va treballar anualment a Eisleben, Glauchau, Minden i Gera. Des del 1899 va ser confiat a Glogau, després a Lübeck, Nuremberg, Trier, Chemnitz, Basilea, Brno i Linz a més de l'activitat com a cantant i també amb funcions de direcció. Des del 1900 Moris va estar a l'Òpera de Dresden Court sota el director general de música von Schuch actiu. Les seves produccions de l'estrena mundial de "Feuersnot" de Richard Strauss i l'estrena alemanya de "Tosca" de Giacomo Puccini van trobar un gran reconeixement. Moris va ser considerat un dels primers a aplicar els principis de l'actuació moderna al drama cantat.
Quan Hans Gregor va fundar el "Komische Oper" a Berlín el 1905, amb la intenció de realitzar una reforma de la representació de l'òpera a partir de l'esperit del drama, va contractar Moris com a director. En els següents sis anys, Moris 29 va crear les 44 produccions d'aquest teatre. "Eröfmungsproduktion", "Els contes de Hoffmann" de J. Offenbach en la traducció i arranjament de Moris, va ser un èxit triomfant i va gaudir de prop de 600 representacions. El 1911, els propietaris de la recent construïda Opera Electoral de Berlín, Moris van dirigir la direcció. Després d'una temporada que, malgrat la reeixida estrena del I gioielli della Madonna de Ermanno Wolf-Ferrari, "artísticament i financerament va faltar les expectatives, va renunciar a la línia. A Hamburg, Moris va esdevenir el subdirector i director sènior de la Nova Òpera el 1913, la direcció del qual va prendre possessió després de la fallida a l'any següent (1915 va canviar de nom "Hamburger Volksoper"). El 1916 va renunciar a la direcció i va dirigir un teatre de front alemany a la Bèlgica ocupada. Després d'una sèrie de produccions i gires, també a Europa i als EUA, Moris va treballar el 1923-28 com a "Oberspielleiter" al Teatre Nacional Alemany de Weimar. El 1930 va assumir la direcció de l'escola d'òpera al conservatori "Sternsche" de Berlín, i el 1934-39 va representar actuacions per al "Theater der Jugend" de Berlín.
En un moment en què a l'escenari de l'òpera fins i tot als principals teatres predominava l'element decoratiu, Moris va ser un dels pocs pioners de la direcció d'òpera, que va intentar posar l'obra amb l'intèrpret en primer pla. La veu vocal que va rebre de piano va demostrar la preparació acurada del treball d'assajos, que va anar molt més enllà de l'aleshores consagrat arranjament d'actuacions i posicions estàtiques. Moris va ser un dels primers directors d'òpera el treball dels quals es va discutir a les ressenyes. El seu lideratge ocasionalment va provocar crítiques, ja que la caracterització de les figures sovint destacava clarament de la manera habitual de veure. Mentre que Moris com a director gaudia d'una gran reputació amb els seus contemporanis, va patir com a director teatral reiteradament contratemps. Els seus èxits es mantenen a l'ombra de Hans Gregor, la carrera de director d'òpera sense Moris és difícil d'imaginar.

## Obres
- Arranjament de l'òpera impresa: Halka (Música de S. Moniuszko), Übers. F. Poznan, 1898;
- Històries de Hoffmann (música de J. Offenbach), Übers. U. Instal·lació fd Obertura de posada en escena d. Komische Oper Berlin, 1905;
- Libretto: Robin's End (Música d'E. Künnecke), UA, 1909